# Puffinus bryani
Puffinus bryani là một loài chim trong họ Procellariidae.